# Ceromacra
Ceromacra is een geslacht van vlinders van de familie spinneruilen (Erebidae), uit de onderfamilie Calpinae.

## Soorten
- C. cebrensis Schaus, 1914
- C. cocala Stoll, 1780
- C. erebusalis Walker, 1858
- C. putida Dognin, 1912
- C. tymber Cramer, 1777